# Sotiría Béllou
Pour les articles homonymes, voir Béllou.
Sotiría Béllou (en grec : Σωτηρία Μπέλλου), est une célèbre chanteuse grecque de rebetiko, née le 22 août 1921 et morte le 27 août 1997.

## Biographie
Sotiría Béllou est née à Halia sur l’île d’Eubée, l’aînée d’une famille de cinq enfants. Son père, ayant une nette préférence pour elle, était un prêtre orthodoxe. Enfant, elle allait à l’église avec son père et découvrit la musique religieuse ainsi que les chants byzantins. La vision d’un film sur la vie de la chanteuse populaire Sofía Vémbo fut le déclencheur de sa carrière artistique.
En 1940, elle s’installe à Athènes. Son arrivée coïncide avec le début de la guerre et marque le début d’une nouvelle vie pour elle. Sa famille perd tout contact avec elle ; ils ne se retrouvent que sept ans plus tard, Béllou étant devenue une chanteuse accomplie, travaillant entre autres avec le célèbre Vassílis Tsitsánis. 
Entre-temps, Sotiría Béllou avait eu divers emplois. Elle avait travaillé dans un club de rebetiko en tant que serveuse et avait chanté deux chansons à la suite d'un pari avec un client. Ce soir-là, Kimonas Kapetanakis était parmi les clients et fut intrigué par le talent de cette chanteuse improvisée. Il la présenta à Tsitsánis qui fut instantanément sous le charme de sa voix puissante et mélodique. Tout de suite après cette rencontre elle chanta dans les bars les plus célèbres d’Athènes, tels que les Rosiniol, Tzimis o hontros, Hydra, Triana, Falirikon et bien d’autres encore.

## Engagement
En 1938 Sotiría Béllou rencontre son futur mari Vangelis Trimouras, conducteur de bus. Sa famille la force à le marier malgré ses objections. Mais Trimouras se montrant violent, le mariage ne dure que six mois. Sotiría elle-même étant d’un tempérament impulsif, elle lui jette de l’acide à la figure, ce qui lui vaut trois ans et trois mois de prison — elle fut cependant relâchée au bout de six mois. Elle retourne alors dans son foyer mais est accueillie froidement à cause de la honte qu’elle avait fait rejaillir sur sa famille. 
Elle rejoint la résistance grecque contre l’occupation des forces de l’Axe. Elle est arrêtée, puis torturée, par les nazis. En 1944, elle participe au Dekemvriana (soulèvement de décembre 1944 à Athènes) en tant que membre de l’Armée populaire de libération nationale grecque (ELAS).
Toutefois, bien qu'elle eût une très forte personnalité, Sotiría avait deux faiblesses : le jeu et l’alcool qui l’ont menée à la pauvreté et à une santé mentale fragile. Elle fit même un séjour en hôpital psychiatrique. 
Sotiría Béllou était ouvertement lesbienne.
Malgré son talent et son immense succès, elle finit ses jours seule et malade. 